# Музичка школа „Станислав Бинички”
Музичка школа "Станислав Бинички" једна је од основних музичких школа на Савском венцу. Налази се у улици Сењачка бр. 31 на Сењаку у Београду. Поред ове локације школа се има и два издвојена одељења на Новом Београду.
- Издвојена одељења:[3]
  - Одељење “А”, Булевар Зорана Ђинђића бр. 152а
  - Одељење “Б”, Гандијева бр. 138а

## Име школе
Музичка школа „Станислав Бинички” носи име по познатом српском композитору, диригенту и педагогу Станиславу Биничком. Сматран је највећим представником српске класичне музике. Аутор је прве српске опере „На уранку”.

## Историјат
Почетак и оснивање школе датира од 1948. године, када  је група поклоника музике основала музички течај, при Дому културе Седмог рејона у Београду. 1952. године тај течај прераста у Музичку школу “Станислав Бинички”. Школа добија просторије у бившој приватној згради у Сењачкој улици бр. 31, где се школа и данас налази. На свом почетку, школа је имала класу клавира, виолине и хармонике, а већ школске 1954/55, године школу завршава прва генерација ученика.
Година 1968. означава прекретницу у раду школе, јер проширује своју делатност на Нови Београд. Ово је био један од првих подухвата те врсте на територији Београда. Основана су два одељења. У близини зграде општине Нови Београд предузеће “Енергопројект” уступило је своју монтажну бараку и обезбедило елементарне услове за рад. Истовремено, основано је и одељење у блоку 63 Новог Београда. Иако у скромним и неадекватним зградама и условима, запослени и ученици давали су свој максимум и постизали јако добре резултате.
Након вишегодишњег залагања директора и запослених, 2017. године школа добија нову зграду у којој је смештено одељење А, на адреси: Булевар Зорана Ђинђића 152а. Услови рада знатно су побољшани и прилагођени потребама рада музичке школе.

## Школа данас
Данас у школи постоји 53 класе, 8 класа теоретских предмета, хор и 2 оркестра – гудачки и хармоникашки. Што се одсека тиче, заступљени су готово сви: клавир, виолина, виолончело, флаута, кларинет, гитара, контрабас, удараљке, хармоника и соло певање

## Учешће школе на фестивалима и такмичењима
- Сваке године школа је учесник Републичког такмичења и Фестивала музичких школа Србије, где је махом освајала прве и друге награде.
- Сваке године школа одржава и интерно такмичење из свих инструмената и теоретских предмета.
- Сваке године у марту месецу школа организује такмичење „Бинички“, на којем учествују учесници из земаља региона и Републике Србије.
- Музичка школа “Станислав Бинички” је у сталној сарадњи са библиотеком “Исидора Секулић”. Из те сарадње резултира учешће школе на разним манифестацијама.
- Стално се одржавају јавни часови и концерти у школи, уз учешће скоро свих ученика.
- Школа организује и по неколико концерата који се одржавају у школи и сали Београдске филхармоније. Концертима нарочито доприноси и учешће професора на концерту.